# Miłowice (województwo lubuskie)
Miłowice – wieś w Polsce położona w województwie lubuskim, w powiecie żarskim, w gminie Żary.
W latach 1975–1998 miejscowość administracyjnie należała do województwa zielonogórskiego.

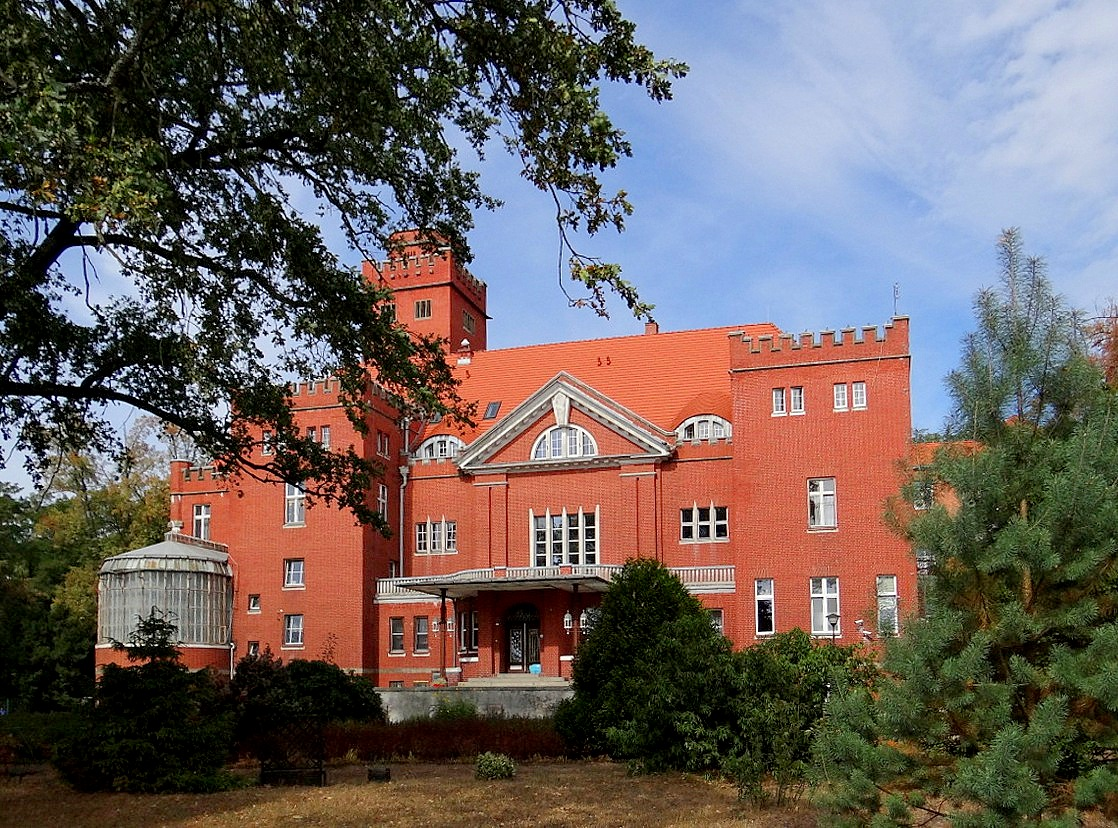
Pałac eklektyczny (1916-29)

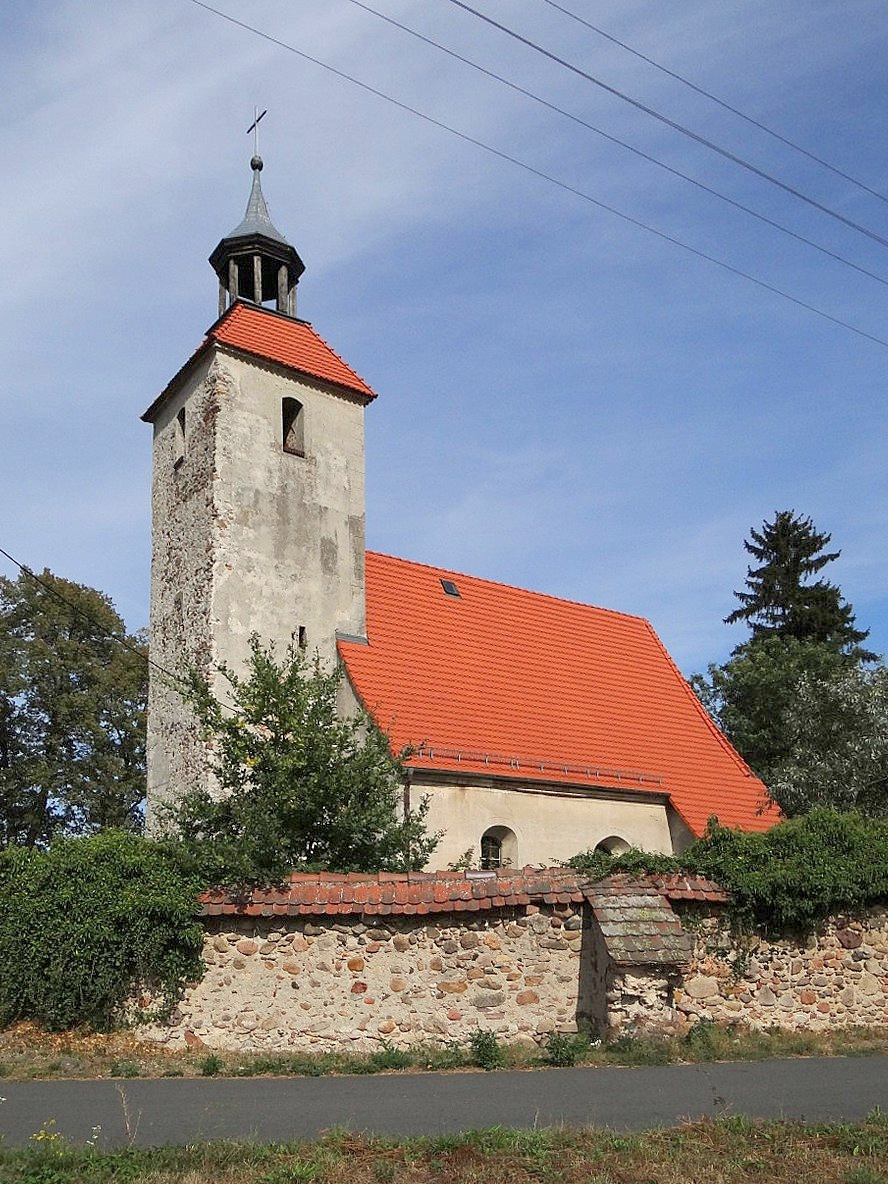
Kościół św. Antoniego

## Zabytki
Do wojewódzkiego rejestru zabytków wpisane są:
- kościół filialny pod wezwaniem św. Antoniego, gotycki z XIV/XV wieku, przebudowany w XVIII wieku
- zespół pałacowy, z połowy XIX wieku:
  - pałac eklektyczny z początku XX wieku
  - park.

Wybudowany w latach 1916 -1929 pałac to położony na planie prostokąta eklektyczny budynek z ryzalitami. Posiada czterospadowy dach z lukarnami oraz wieżę, na której widnieje krzyż maltański. Pałac okala przepiękny park, w którym obecnie mieści się ośrodek pomocy społecznej.